# Kastellet (Roskilde)
 For alternative betydninger, se Kastellet (flertydig). (Se også artikler, som begynder med Kastellet)
Kastellet er et hus, der ligger i Roskilde. Det var bopæl for den danske forfatter og samfundsrevser Gustav Wied.

## Historie
Huset blev opført efter Weids egne tegninger i 1900 med penge, som han havde tjent for komedien Første Violin fra 1898. Efter hans ven og kollega, Walter Christmas, havde besøgt huset og omtalt det som "Kastellet" som følge af dets borg-agtige arkitektur adoptede Wied navnet og brugte dette fremefter.

## Arkitektur
Hovedbygningen er gulmalet med krenelering på toppen.
Ejendommen inkluderer et lille bindingsværkshus kendt som Enkesædet og en anden udbygning, der er forbundet med en havemur. Til huset blev der anlagt en stor parklignende have, der dog blev halveret ved anlæggelse af vejen Byvolden. Wied anlagde også en mindelund med mindestøtter for 28 personer, der alle var venner og mennesker han havde holdt af.
Begge bygninger, haven og gravmindet blev fredet i 1996.